# Accident en el trajecte
Un accident en el trajecte (o també, accident in itinere) és, tant en l'entorn d'higiene i seguretat laboral com en dret laboral, l'accident de treball ocorregut al treballador durant el desplaçament des del seu domicili fins al seu lloc de treball, i viceversa, amb la condició que el treballador no hagi interromput el trajecte per causes alienes a la feina. Aquest tipus d'accident s'assimila, pel que pertoca a les seves conseqüències legals, a un accident esdevingut en el mateix centre de treball, per haver estat causa de la necessitat de traslladar-se del treballador amb motiu de la seva ocupació. In itinere és una locució llatina que significa 'en el camí' (del treball). Es refereix, per tant, a un succés o fet que transcorre en el trajecte entre dos punts (casa i lloc de treball).

## Història
La revolució industrial i la consegüent concentració de la població a les ciutats incrementà els accidents de la circulació perquè les persones ja no treballaven predominantment en el seu domicili com fins aleshores, sinó que ho feien en fàbriques i tallers cap als quals havien de traslladar-se des dels seus habitatges.
A mesura que creixien les ciutats, augmentava també la distància que havien de recórrer per arribar al lloc de treball i, per tant, el risc d'accidents. Aquesta situació va tornar necessari que les normes protectores del treballador en matèria d'accidents de treball s'estenguessin, primer a la tasca dels jutges i després a la legislació, als accidents in itinere.

## Determinació de la qualificació
La qualificació d'un accident com in itinere requereix una valoració de les circumstàncies del cas (determinació de quin és el trajecte més directe, si hi ha concordança entre l'hora de l'accident i l'horari d'entrada i sortida del treball, etc.), que pot donar lloc a solucions controvertides. El treballador que pateix un accident d'aquest tipus, que majoritàriament és de trànsit, té tots els drets que deriven d'un accident laboral, a menys que hi hagi hagut culpa greu del treballador.
Altres tipus de causes a part de l'accident de trànsit poden ser, per exemple, patir una caiguda pujant o baixant les escales per les quals s'accedeix al seu habitatge o caminant pel carrer.

## Causes
Són les mateixes que per a qualsevol accident de trànsit:
- Excés de velocitat.
- Conduir amb son o sota els efectes de medicaments o de l'alcohol.
- No guardar les distàncies de seguretat adequades amb el vehicle que el precedeix en el camí.
- Conduir un vehicle amb falles mecàniques o de manteniment.
- No dur el casc posat si es condueix motocicleta o si es va d'acompanyant en aquesta.
- No dur cordat el cinturó de seguretat si es condueix un automòbil.
- Conduir trobant-se cansat.
- Conduir distret.
- No respectar les normes de trànsit.

Sense oblidar qualsevol complicació sorgida per causes climatològiques (gel, boira) o per deficiències en el traçat de la via (error en el peralt, asfalt lliscant), per exemple.